# William Thoresson
William Thoresson (n. 31 mai 1932, Göteborg, Suedia) este un gimnast artistic ce a reprezentat Suedia, medaliat olimpic. A participat la 4 ediții ale Jocurilor Olimpice (1952, 1956, 1960, 1964) în care a câștigat o medalie de aur și o medalie de argint.